# Adriaan van der Hoop
Adriaan van der Hoop (Amsterdam, 28 aprile 1778 – Amsterdam, 17 marzo 1854) è stato un banchiere olandese e nella prima metà del XIX secolo uno degli uomini più ricchi dei Paesi Bassi.
Fu anche un politico influente: membro del consiglio comunale, degli stati provinciali di Haarlem e del Senato de L'Aia. Negli ultimi anni divenne un importante collezionista di arte e di piante. Alla sua morte lasciò 250 dipinti alla città di Amsterdam, che riuscì a malapena a pagare la tassa di successione.  In questo modo Van der Hoop contribuì in modo sostanziale alla raccolta del Rijksmuseum.

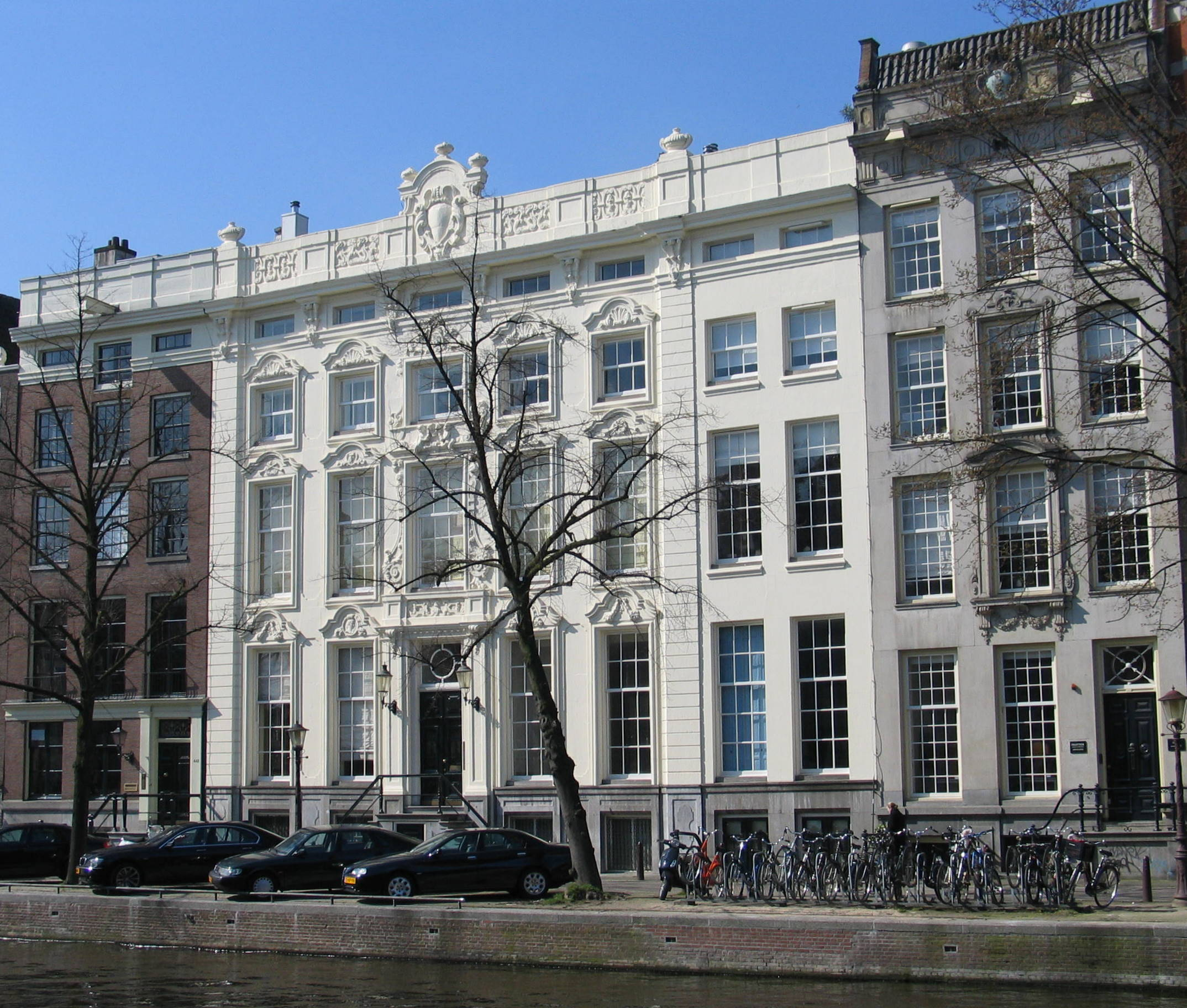
L'antica dimora di Adriaan van der Hoop su Keizersgracht (edificio bianco).

## Biografia
Adriaan van der Hoop era il figlio di Joan Cornelis van der Hoop, segretario della Sociëteit van Suriname, procuratore per l'ammiragliato di Amsterdam e Ministro della Marina. Adriaan studiò legge a Groninga e Kiel, quando quest'ultima era ancora una città danese (all'epoca i natii Paesi Bassi erano occupati dall'esercito francese). Con il suo passaporto danese, viaggiò attraverso la Germania e l'Inghilterra. Nel 1811, fu assunto dalla ditta familiare Hope & Co., per anni un importante finanziatore dello stato russo.
Di ritorno nelle Province Unite nel 1814 dopo la fine dell'occupazione francese, Adriaan van der Hoop fu coinvolto nella redazione della Costituzione e accompagnò l'imperatore Alessandro I di Russia nella sua visita in Olanda. Nel 1815 fu posto da Alexander Baring alla guida della ditta Hope & Co., ormai in mano sua. Un debito di 100.000 fiorini dovuto dal cognato Jan Clifford portò nel 1819 a un caso giudiziario risolto tra i due uomini. Il giorno dopo il verdetto, quattro anni dopo, Clifford si suicidò con una pistola.
Adriaan piantò piante rare nella sua tenuta di campagna Spaarnberg, vicino a Santpoort. Lì coltivò 120 tipi di Erica sudafricana; aveva due agavi in fiore e dieci tipi di orchidee. La casa di campagna venne progettata da Jan David Zocher, che su richiesta di Adriaan progettò anche una nuova borsa valori ad Amsterdam.
Adriaan possedeva cavalli da corsa e nel 1832 iniziò a collezionare oggetti d'arte su larga scala. Adriaan acquistò opere di pittori contemporanei, tra cui Jan Adam Kruseman, Johannes Christianus Schotel e Barend Cornelis Koekkoek. La sua collezione di dipinti - che aveva in parte ereditato, comprendeva oggetti di Vermeer, Ruisdael, Rembrandt, Jan Steen e Adriaen van der Werff, e poteva essere visitata su appuntamento nella sua casa al Keizersgracht 444. Aveva comprato questa casa nel 1822. L'edificio sulla Keizersgracht era stato l'ufficio del suo datore di lavoro della Hope & Co., ed era stato precedentemente abitato dai membri della famiglia Hope & Co., cui faceva parte, tra cui Thomas Hope, suo fratello Adrian Hope, suo cugino Henry Hope (che si trasferì accanto al 448), e poi il figlio di Thomas Jan Hope.

## Musée Van der Hoop
Dopo la sua morte, il museo Van der Hoop fu aperto nella sua ex casa sul Keizersgracht e vari cataloghi furono prodotti nel 1858-1872 in olandese e francese. Nel 1885 la collezione fu fusa con il Rijksmuseum di recente costruzione.